# Night Zero (The Strain)
Night Zero é o primeiro episódio da adaptação televisiva estadunidense The Strain, transmitida originalmente pelo canal de TV por assinatura FX em 13 de julho de 2014. O episódio foi dirigido por Guillermo del Toro, criador da trilogia de livros The Strain juntamente com o escritor Chuck Hogan e estrelado por Corey Stoll, Mía Maestro e David Bradley.
A adaptação televisiva não foi a primeira no universo do entretenimento. Em 2011, a trilogia dos vampiros, "Trilogia da Escuridão", ganhou uma adaptação para os quadrinhos pela Dark House Comics. Os quadrinhos do primeiro livro, The Strain, foram publicados de dezembro de 2011 até fevereiro de 2013, e teve David Lapham como roteirista, além disso, Mike Huddleston e Dan Jackson foram os artistas. Já o segundo livro, The Fall, foi publicado de julho de 2013 até março de 2014, com a mesma equipe das publicações anteriores, porém as capas ficaram por conta do artista E.M. Gist. Para encerrar a trilogia, a mesma equipe começou a publicar em agosto de 2014, o enredo de The Night Eternal.
O enredo gira em torno aos acontecimentos do primeiro livro do romance de horror de autoria de Guillermo del Toro. Durante um voo, uma perturbação no compartimento de carga interrompe o contato do boeing com a equipe de solo. Misteriosamente, a aeronave aterrissa no aeroporto JFK em Nova Iorque e permanece com o motor e as luzes desligadas, e os canais de comunicação cortados. Temendo um ataque biológico, o Centros de Controle e Prevenção de Doenças é acionado para investigar. O epidemiologista, Ephraim “Eph” Goodweather, e sua parceira entram no avião e aparentemente encontra todos os passageiros mortos, além de um estranho parasita. Inesperadamente, quatro passageiros são encontrados com vida, mas nenhum sabe dizer o que teria acontecido. Enquanto estava no aeroporto, Goodweather é abordado por Abraham Setrakian, que insiste em que os corpos das vítimas devem ser destruídos e o caixão que foi retirado do compartimento de carga não deve sair do aeroporto. Entretanto, o caixão é retirado ilegalmente por Augustin "Gus" Elizalde. Posteriormente, os corpos das vítimas são reanimados e retornam até seus familiares para infectá-los.

## Antecedentes e produção

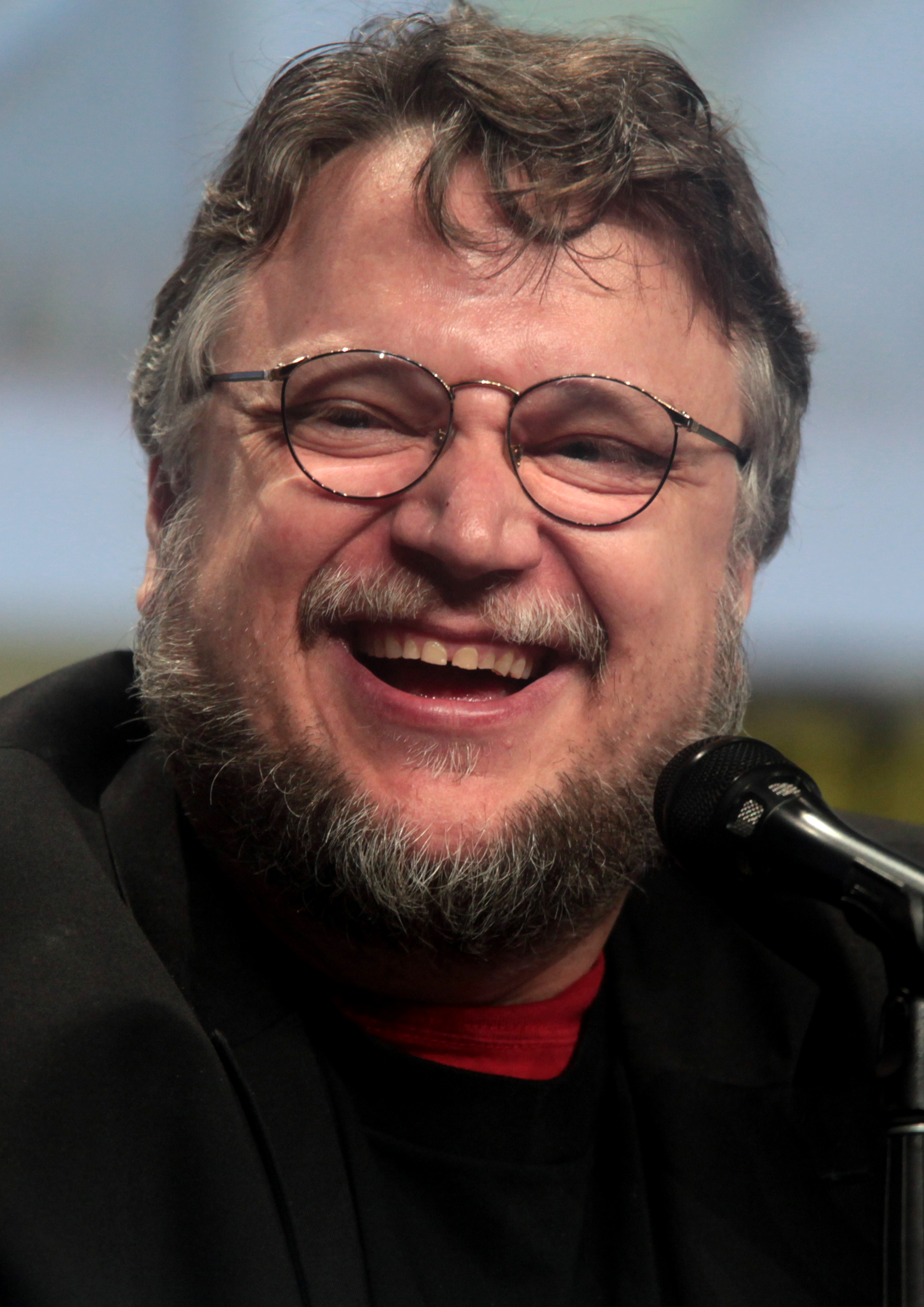
Guillermo del Toro, autor da série de livros The Strain, responsável pela direção e do enredo do episódio.

Em 2006, Guillermo del Toro esboçou "The Strain" como uma série de televisão, mas as negociações foram interrompidas quando o presidente da Fox pediu-lhe para tornar o enredo em uma comédia.
Em vez disso, um agente sugeriu expandir o conceito para uma série de romance, então del Toro pediu a Chuck Hogan que colaborasse com ele para escrever um romance, explicando que ele não era bom em escrever romances criminais. Segundo del Toro, faltava-lhe conhecimento sobre o tema, tais como: jargões e materiais usados por uma unidade criminal. Além disso, o diretor queria dar a The Strain uma sensação processual, onde tudo parece real. Hogan aceitou depois de ler apenas uma página e meia das doze páginas do projeto de del Toro. A dupla atuou durante o primeiro ano apenas com um aperto de mão, sem nenhum contrato profissional ou de publicação no local.
Após a publicação do primeiro livro, estúdios e redes começaram a fazer ofertas para comprar os direitos com o intuito de realizar adaptações cinematográficas e televisivas, mas os autores recusaram porque não queriam que as adaptações influenciassem na forma como eles estavam escrevendo os livros. Após a publicação do terceiro e último livro, eles conversaram com todas as redes que manifestaram interesse. O canal FX foi considerado o mais adequado porque queria seguir os acontecimentos dos livros, os produtores também gostaram da ideia da série consistir de três a cinco temporadas. Del Toro afirmou que os dois primeiros livros podem ser abordados por uma temporada cada, enquanto The Night Eternal poderia ser dividido em duas ou três temporadas. O autor também declarou está aberto a desvios criativos que podem se desenvolver à medida que a série prossiga, possivelmente incorporando material cortado dos livros. O diretor também disse que pretendia dirigir tantos episódios quanto possíveis. Antes que a ordem da série fosse anunciada, o FX deu à equipe de redação seu autorização para rotear outros dez episódios, que del Toro reescreveu. O presidente do FX, John Landgraf, declarou que a série consistirá de "39 a 65 episódios, acrescentando: "e se um programa de televisão pudesse ter apenas o comprimento ideal para essa história?"
Em setembro de 2012, foi anunciado que o FX tinha adquirido os direitos da trilogia The Strain dos escritores e romancistas Guillermo del Toro e Chuck Hogan, e ordenou um episódio piloto para ser dirigido e produzido por del Toro e co-escrito por del Toro e Hogan. Carlton Cuse, da série Lost, ajudaria a desenvolver o projeto e servir como produtor executivo e showrunner., que foi concebido como tendo uma tiragem limitada de três a cinco temporadas.
O episódio piloto começou a ser filmado em 17 de setembro de 2013, em Toronto, Canadá. A ordem da série de 13 episódios foi anunciada em 19 de novembro de 2013. As cenas foram filmadas no aeroporto Aeroporto Internacional de Toronto, e as cenas de avião interiores foram filmados no mesmo conjunto utilizado no filme anterior de Stoll  Non-Stop .

### Galeria do Elenco

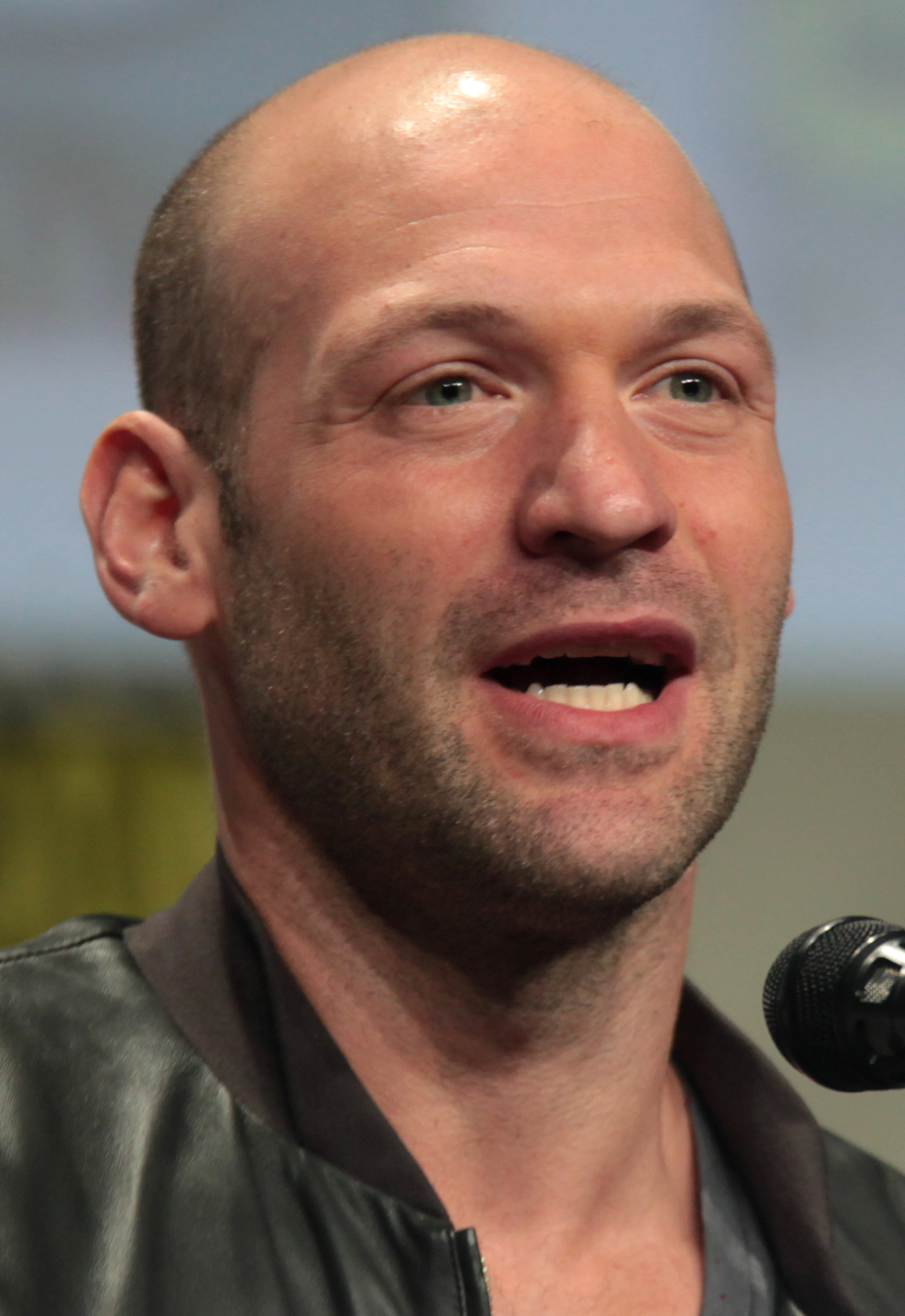
Corey Stoll como Dr. Ephraim "Eph" Goodweather.
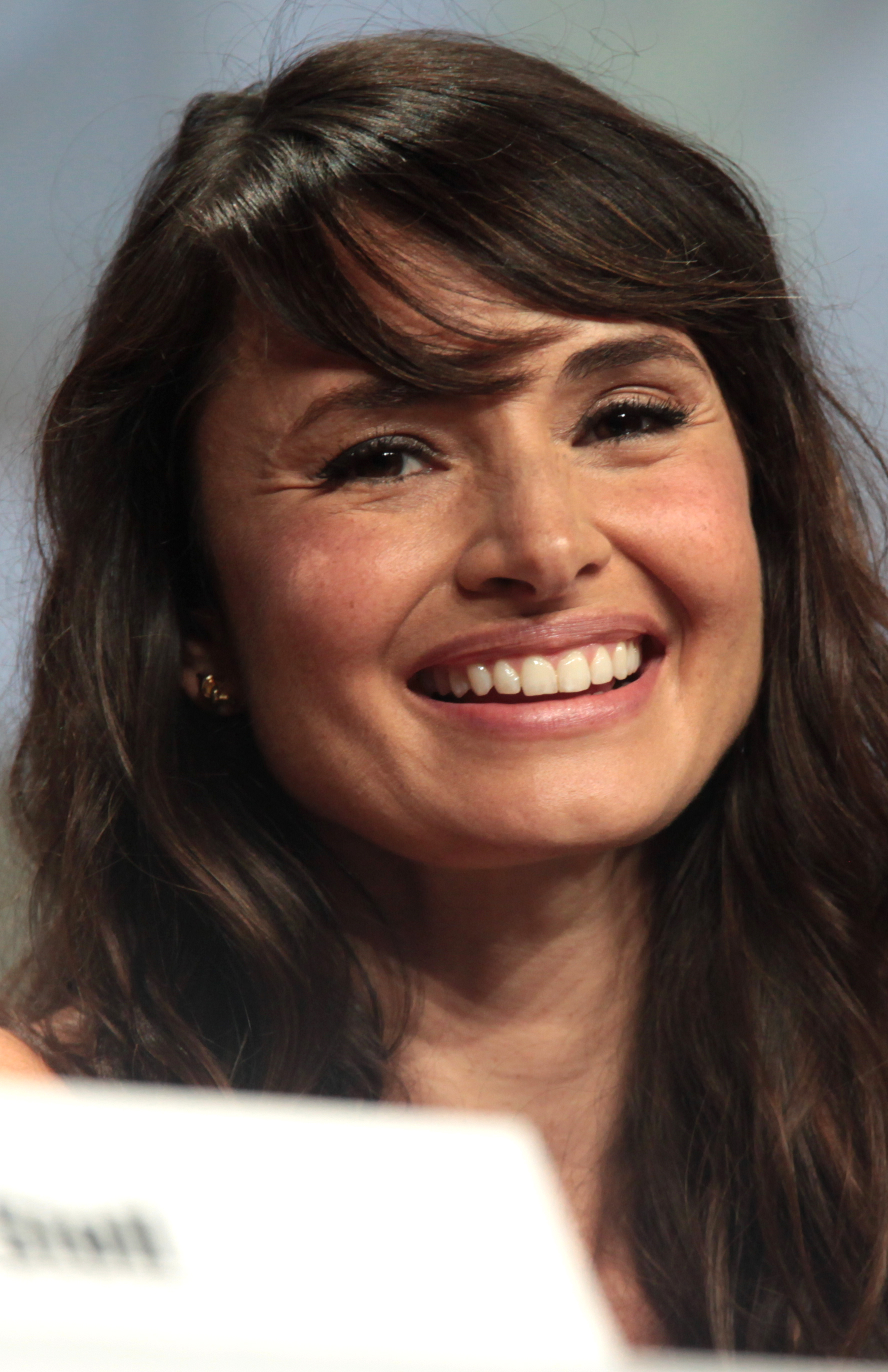
Mía Maestro como Dra. Nora Martinez.
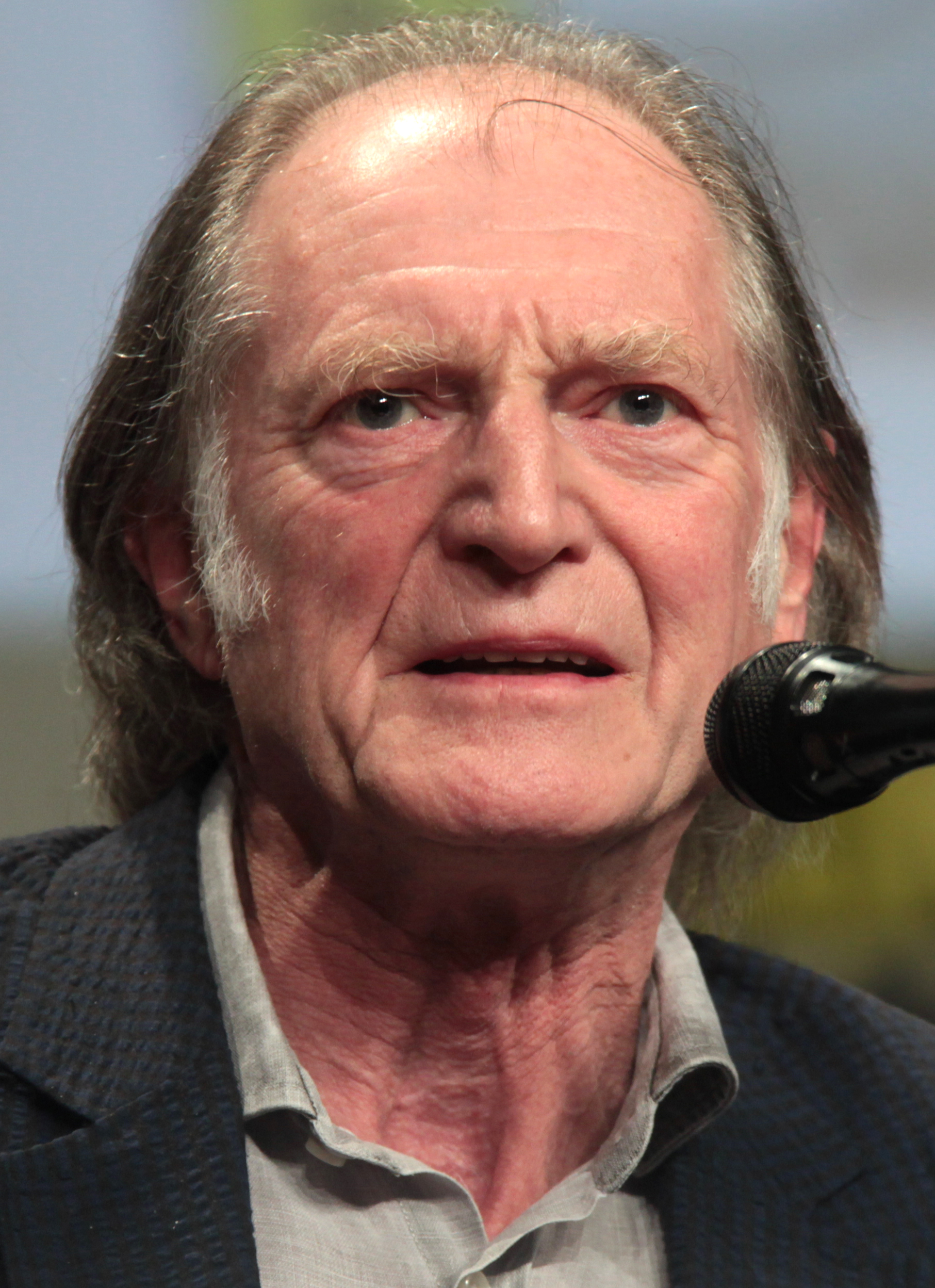
David Bradley como professor Abraham Setrakian.
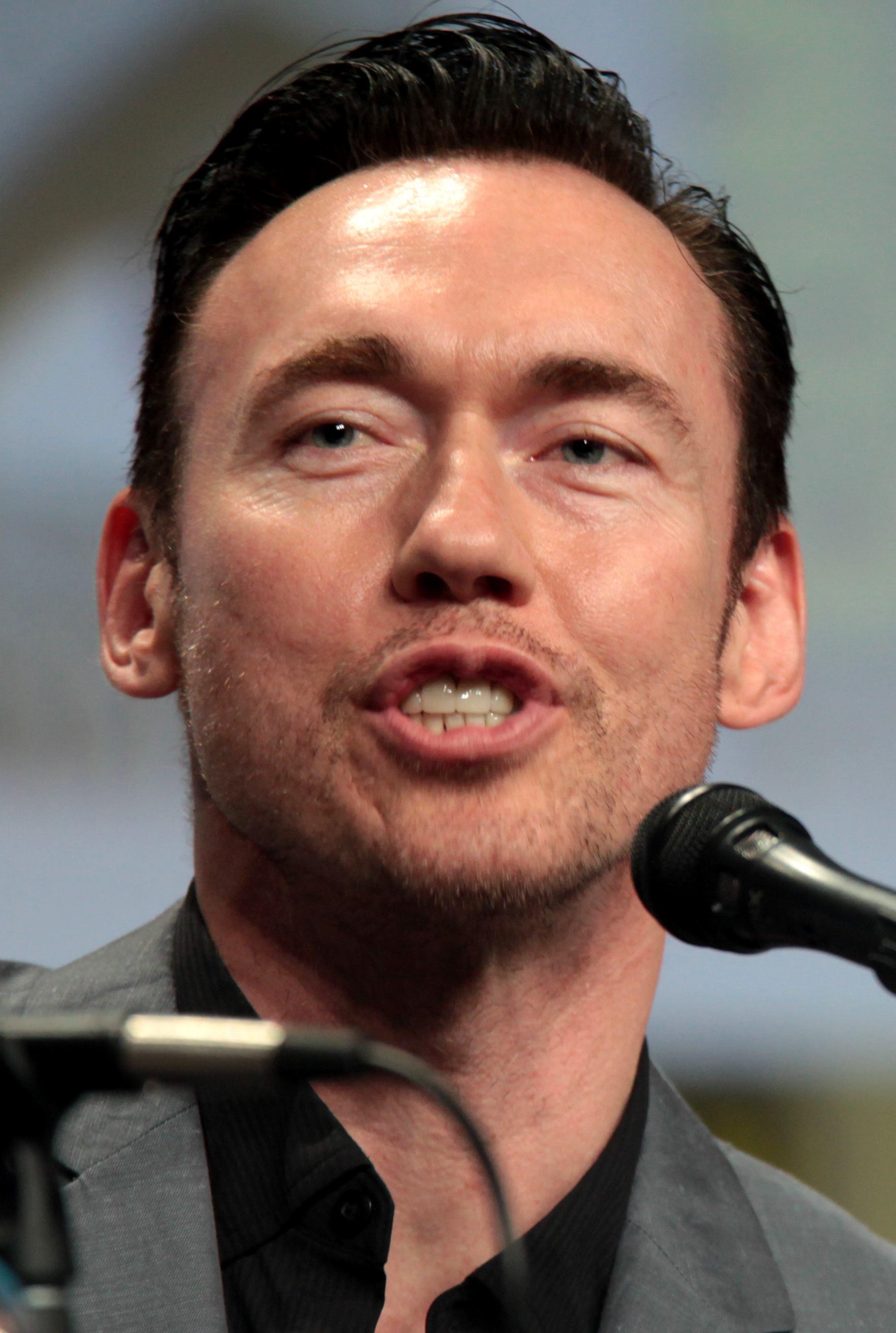
Kevin Durand como Vasiliy Fet.
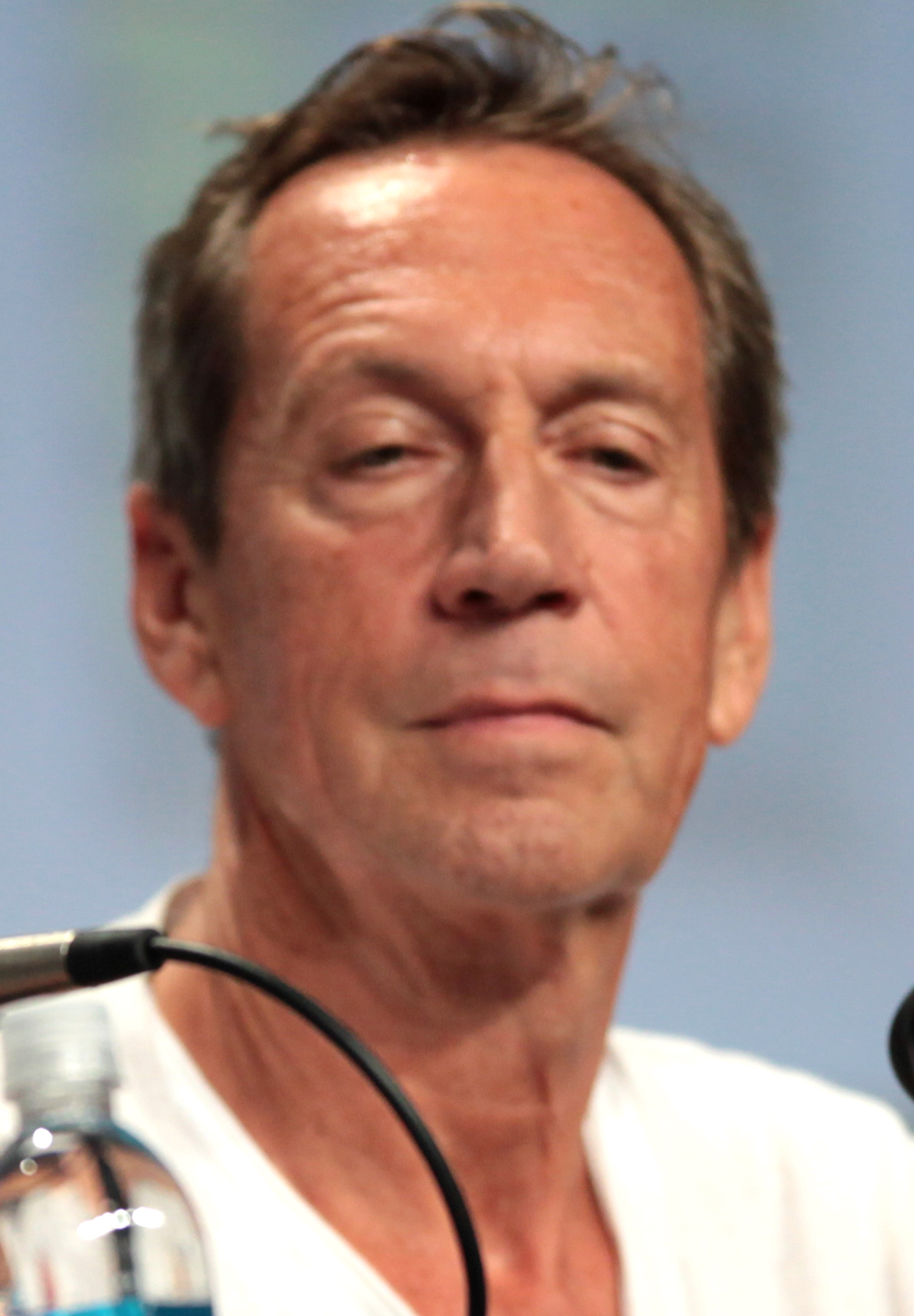
Jonathan Hyde como Eldritch Palmer.
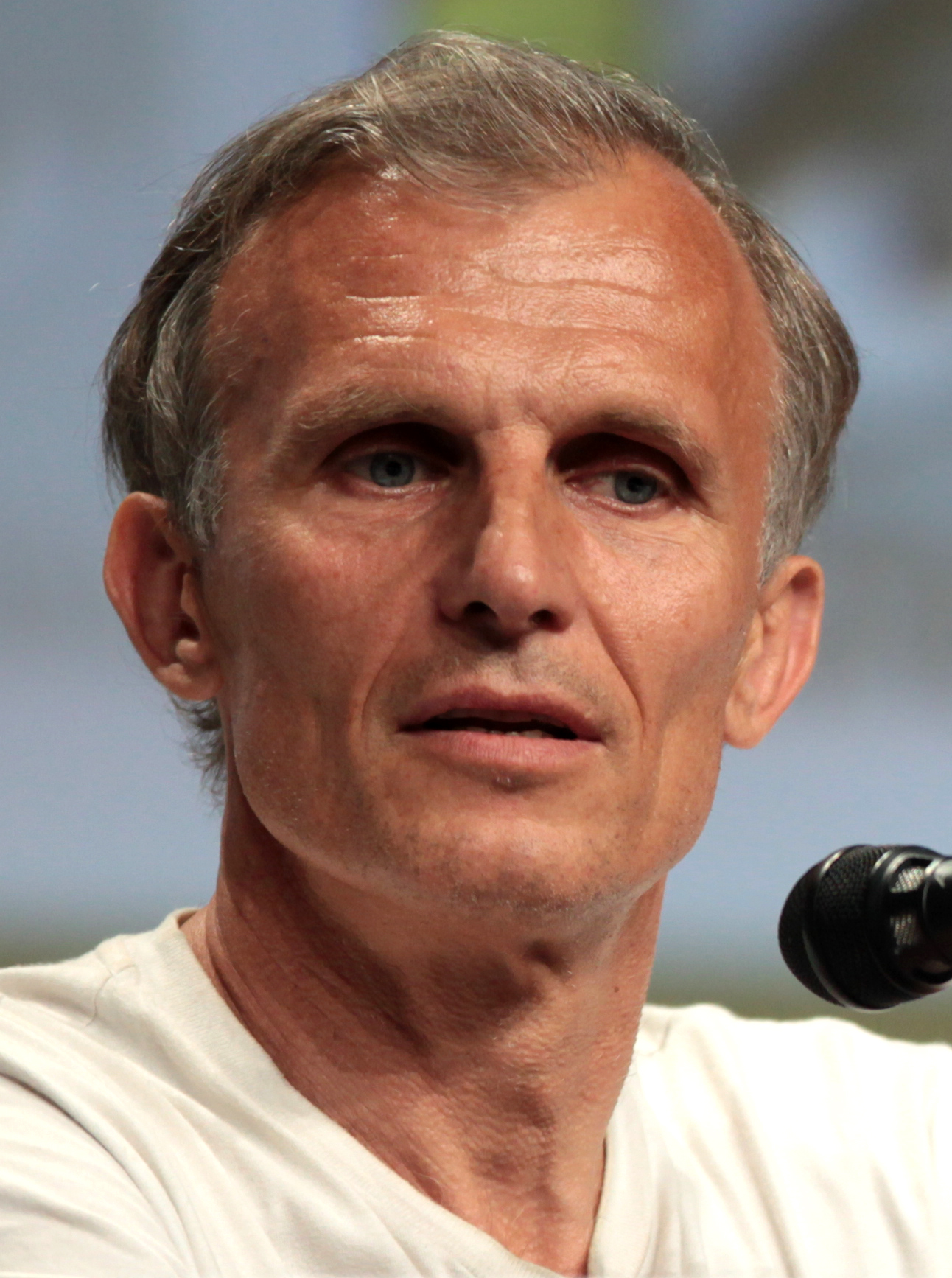
Richard Sammel como Thomas Eichhorst
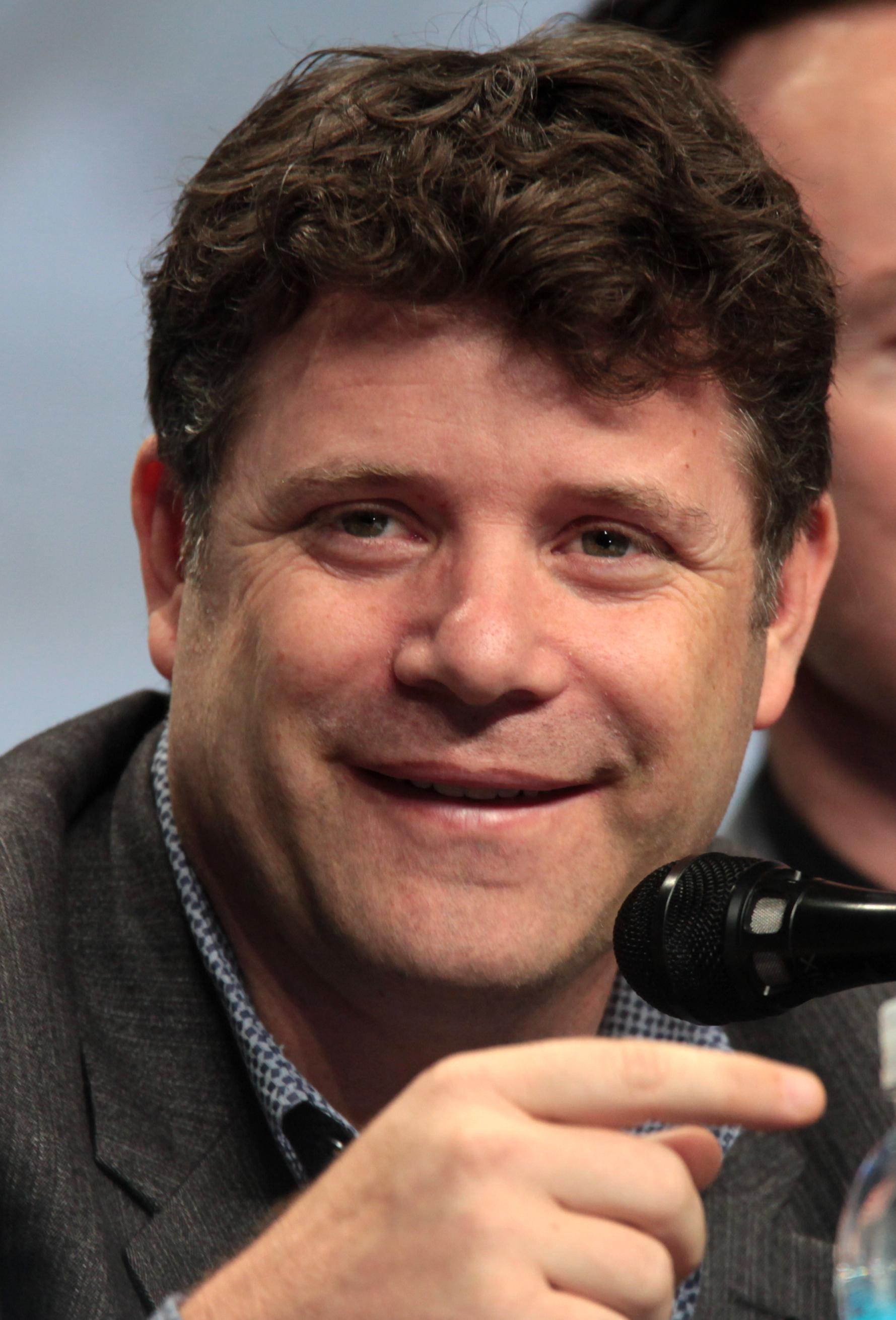
Sean Astin como Jim Ken.
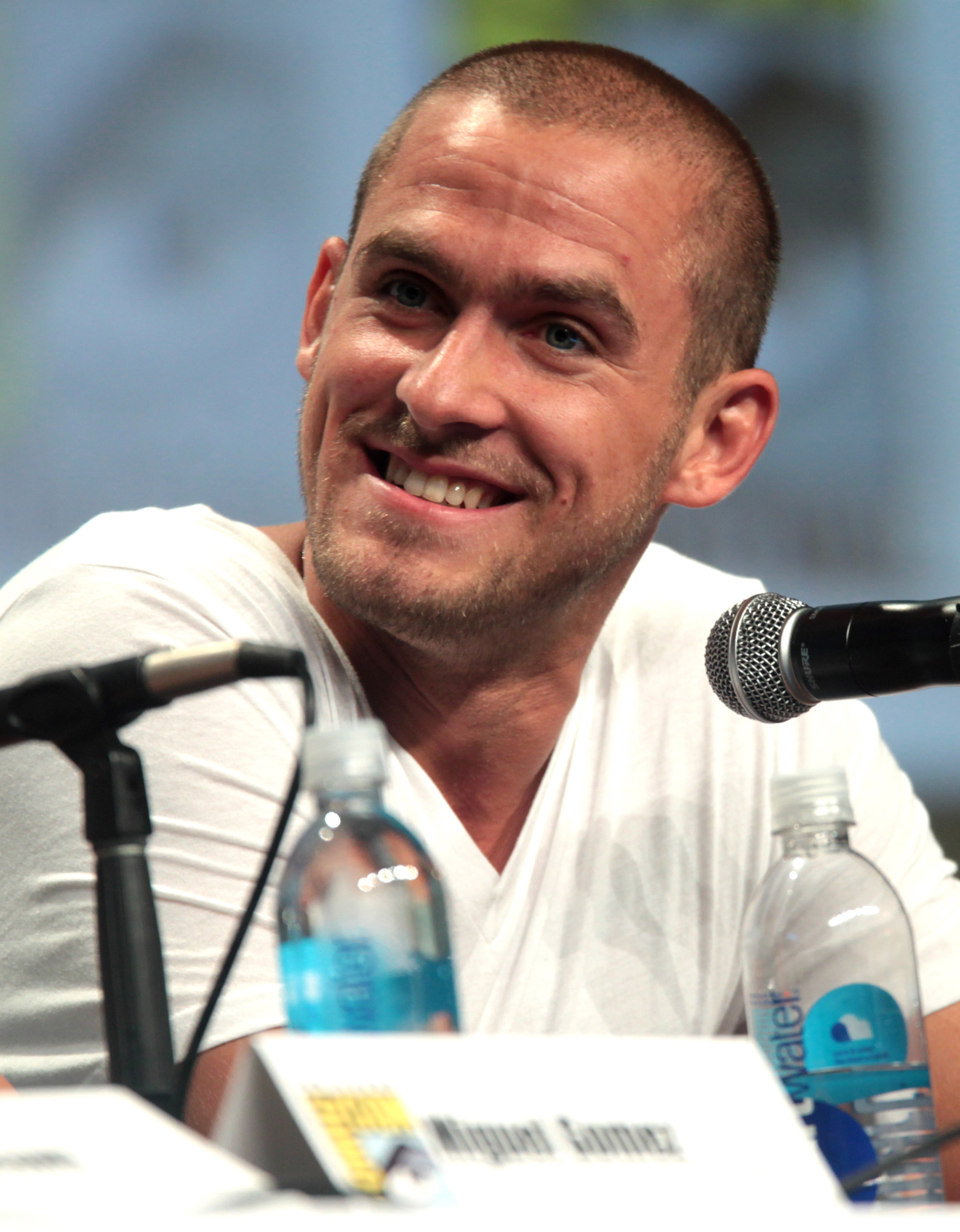
Jack Kesy como Gabriel Bolivar.
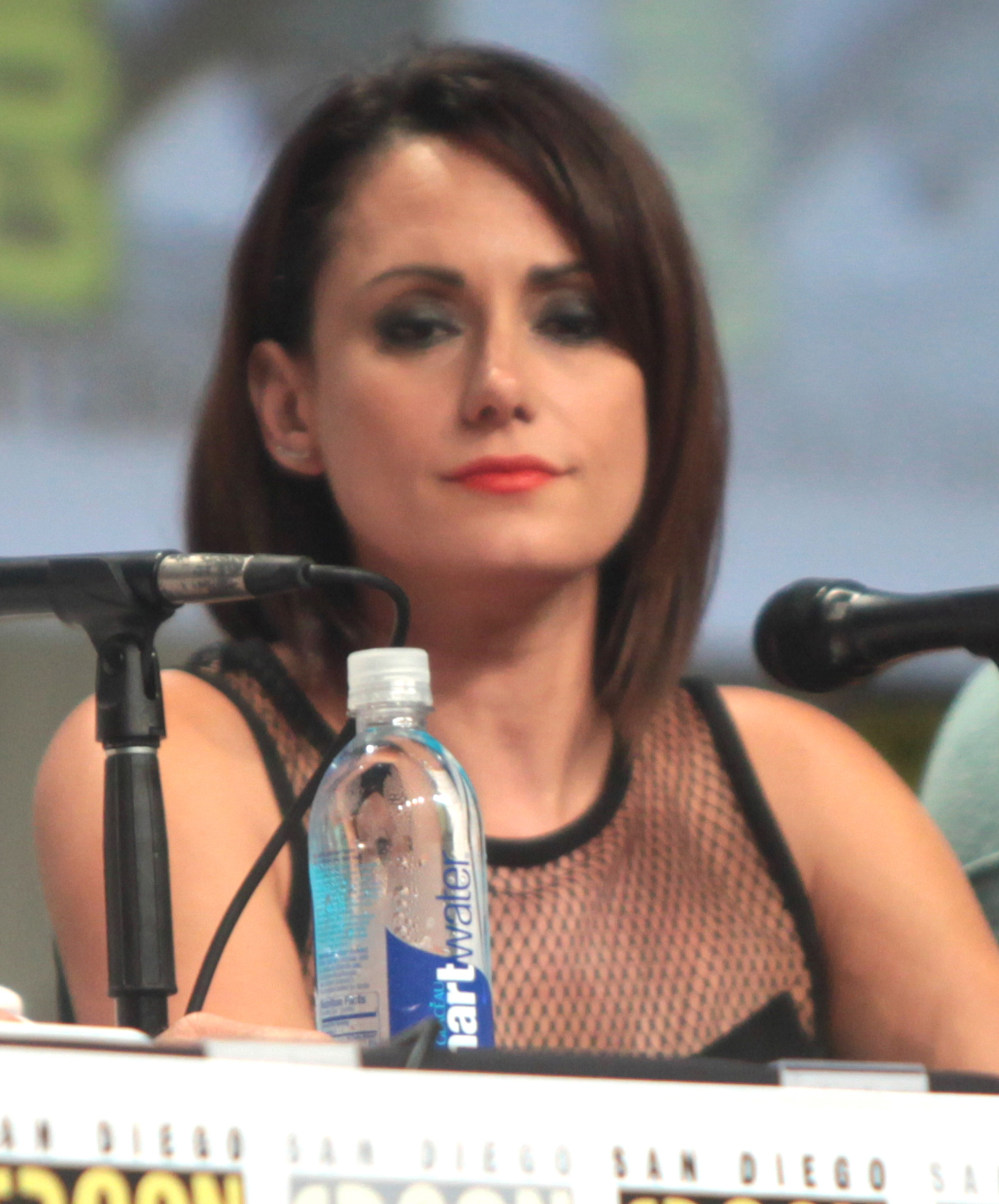
Natalie Brown como Kelly Goodweather.
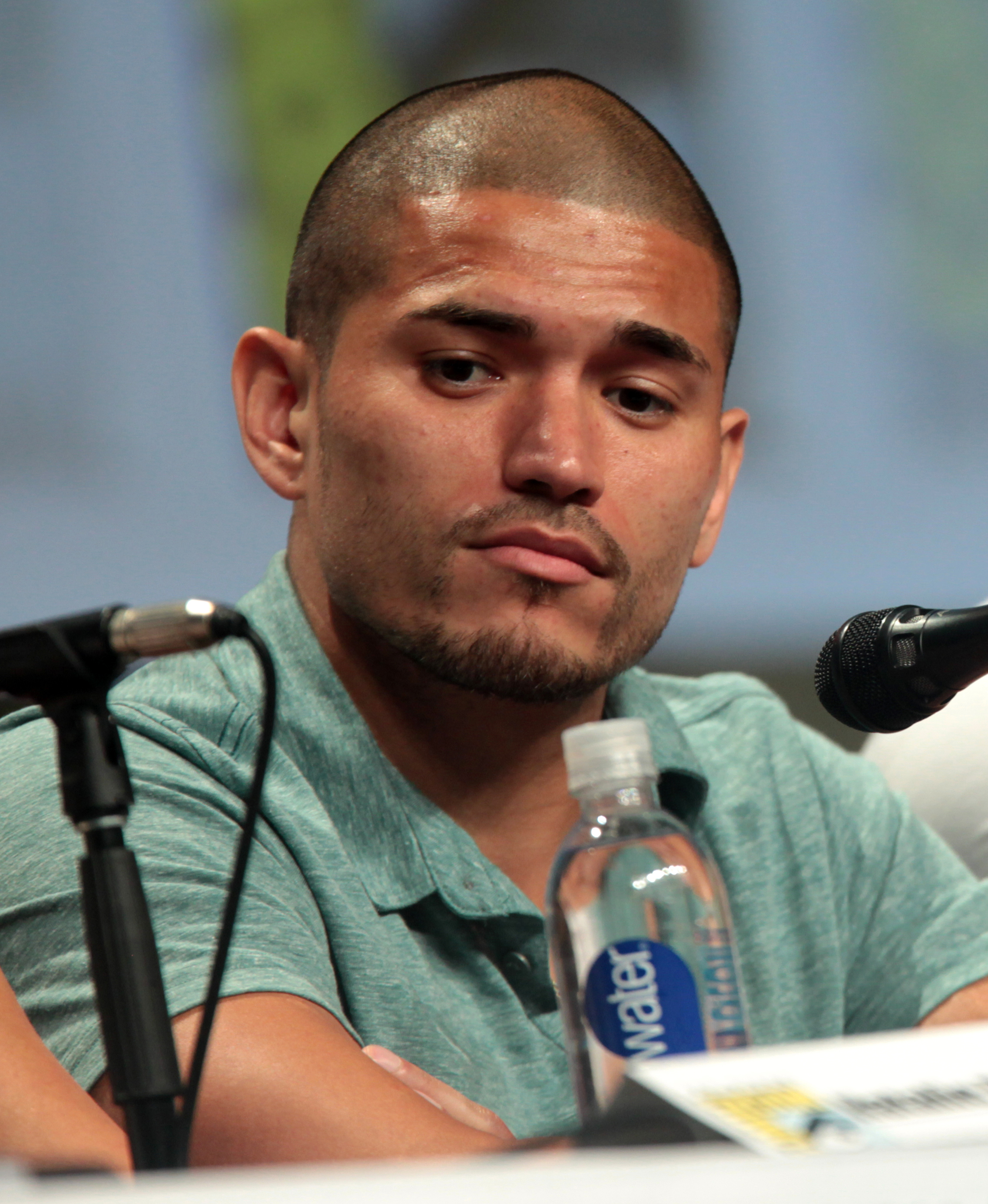
Miguel Gómez como Augustin "Gus" Elizalde.

## Lançamento
No Brasil, The Strain estreou pelo canal FX Brasil em 20 de janeiro de 2015. Na ocasião, a série foi transmitida na sequência da estreia da quarta temporada de American Horror Story, intitulada Freak Show.